# Rebelión de Morant Bay
La rebelión de Morant Bay ocurrió el 11 de octubre de 1865 con una marcha de protesta de dos o tres centenares de afroamericanos, sobre todo libertos, liderados por el predicador Paul Bogle en Morant Bay, capital de la Parroquia de Saint Thomas (Surrey, Jamaica) tras una seri de arrestos injustificados con penas ejemplarizantes a campesinos negros. Algunos de los manifestantes estaban armados con palos y piedras. La milicia voluntaria de Jamaica disparó a los manifestantes, matando a 7 de ellos, lo que provocó que el resto atacasen y quemasen el Palacio de Justicia de la ciudad, así como otros edificios cercanos.
En total murieron 25 personas en las protestas. Además, durante los dos días posteriores, libertos pobres se rebelaron en otras partes de la parroquia.
En Jamaica, la esclavitud se había abolido oficialmente el 1 de enero de 1808, aunque no se había garantizado la libertad total hasta 1838. Sin embargo, 27 años después de la abolición real de la esclavitud, la Colonia de Jamaica seguía teniendo una estructura social totalmente segregada y la población liberta seguía dependiendo de sus antiguos patrones o era relegada a vivir en la pobreza extrema. Además, la existencia de figuras como el impuesto de capitación, aseguraban la continuidad de este sistema, manteniendo a los libertos en una situación de dependencia.
Tras los sucesos, las autoridades coloniales de Jamaica, bajo orden directa del gobernador Edward John Eyre, impusieron la ley marcial y acudieron a sofocar el conato de rebelión en Saint Thomas. Cuando llegó la milicia colonia, llevaron a cabo una sangrienta venganza. Según declaraciones de un soldado de la milicia: ...masacramos a todos los que se nos pusieron por delante... hombre, mujer o niño. Al final, los soldados mataron directamente a 439 jamaicanos negros, y arrestaron a 354 más (incluido Paul Bogle) de los que muchos serían ejecutados sin juicios justos. Bogle fue arrestado el 23 de octubre y ahorcado el 25 de octubre junto a otras 14 personas, entre ellas su hermano Moses. También se ejecutó a George William Gordon, una persona de color libre (o Negro libre según el concepto anglosajón), que era uno de los pocos políticos negros jamaicanos, al ser considerado por las autoridades jamaicanas como un posible orquestador de la rebelión, pues el racismo de la época frente a los negroides hizo considerar a la masa campesina de negros libertos como incapaces de organizarse hasta el punto de protesta.